# Piedad Ortells Agut
Piedad Ortells Agut (Castelló de la Plana, 20 de juliol de 1921 - 19 d'agost de 2007) fou una advocada i política valenciana, diputada en la primera legislatura de les Corts Valencianes.

## Trajectòria
Filla de l'advocat José Ortells Aparici, el 1948 es llicencià en dret i pretenia presentar-se a Registradora de la Propietat, però la malaltia del seu pare la va obligar a assumir el bufet familiar, i així fou durant 29 anys l'única dona advocada col·legiada a Castelló. A començaments de la dècada de 1950 fou secretaria del sindicat Arrosser de Castelló, i el 1971 fou secretària del Patronat de Protecció de la Dona. També fou assessora i presidenta de l'Associació Castellonenca de Mestresses de Casa, fundadora de l'Associació de Vídues i membre del Patronat de Nuestra Señora de la Merced per a atendre els presos.
Va ser candidata del Partit Demócrata Popular (Coalición Democrática) per la circumscripció de Castelló a les eleccions a les Corts Valencianes de 1983. El 14 de febrer de 1984, va rebre l'acta de diputada per la renúncia de J. Fernández i es va integrar en el Grup Parlamentari Popular dins les files d'Unión Liberal (més tard Partido Liberal) el 28 de febrer de 1984.